# Club Estudiantes Concordia
Il Club Estudiantes Concordia è una società polisportiva argentina con sede a Concordia, nota soprattutto per la sua sezione cestistica, la quale milita nel massimo campionato argentino. 
Anche il calcio è un altro sport praticato dalla polisportiva; nel 2013 la squadra di calcio è stata promossa in Liga Concordiense de Fútbol, il massimo campionato della regione. Attualmente la squadra partecipa al Torneo Federal C, un campionato simile al Torneo Argentino C, dove si affrontano le società partecipanti alle varie leghe regionali.
Gli altri sport praticati dall'Estudiantes Concordia sono karate, pattinaggio artistico a rotelle e pallavolo.

## Storia
Il club è stato fondato da un gruppo di studenti (Estudiantes in spagnolo) della città di Concordia, con lo scopo di unire gli studenti della città attraverso la pratica di diverse discipline sportive. Nei primi anni, il calcio era lo sport con il maggiore seguito. I colori scelti furono il verde a rappresentare la "speranza", insieme al bianco, simbolo della "purezza".
Negli anni a seguire, l'Estudiantes ha aggiunto altre discipline sportive quali la pallacanestro. L'Estudiantes prese in affitto le strutture del Club Vasco, facendo così partire i lavori di ristrutturazione per rendere l'arena utilizzabile per le partite di basket. Nel 1951 venne aggiunta anche una squadra femminile di pallacanestro.
Nel 1962, la municipalità di Concordia, concesse all'Estudiantes un terreno vicino al Mitre Park per poterlo utilizzare per gli allenamenti della squadra di calcio; il terreno venne poi ripreso dalla municipalità negli anni 90. Sempre in quegli anni, l'Estudiantes si ingrandì con la sezione del karate e nel 2003 anche la sezione della pallavolo.
Nel 1984, la squadra venne promossa in seconda divisione (Liga B), vincendo il campionato nella stagione successiva, grazie a Gustavo Aguirre, Eduardo Pagella, Eduardo López, Esteban de la Fuente ed all'americano James Milton Bradley, guidati dall'allenatore Edgardo Vecchio.
L'Estudiantes vinse la fase finale del torneo, battendo squadre come Ciclista Olímpico, Peñarol, Sportivo 9 de Julio, Gimnasia y Esgrima de La Plata e Sportivo San Salvador, chiudendo la stagione con sei vittorie e quattro sconfitte, venendo così promossa in Liga Nacional.
L'Estudiantes fece il suo debutto nella massima serie argentina nel 1987, giocando le proprie partite casalinghe al Ferrocarril, così da avere un maggior numero di spettatori. La squadra riuscì subito nell'impresa di qualificarsi per i playoff, venendo poi sconfitto dal Gimnasia y Esgrima de La Plata. Anche nella stagione successiva la squadra riuscì a qualificarsi alla fase finale, venendo questa volta sconfitta dal Deportivo San Andrés.
Nel 1989, il club si iscrisse per la terza volta al campionato, ma dovette abbandonarlo a stagione in corso per problemi economici, venendo così retrocesso in seconda divisione dalla LNB. Dopo diversi anni passati nei campionati regionali, nel 2011 l'Asociación de Clubes de Básquetbol approvò l'ingresso di sei squadre nel Torneo Nacional de Ascenso, tra le quali l'Estudiantes stesso. Sempre nella stessa stagione, l'Estudiantes ritornò in seconda divisione, chiudendo il campionato al quarto posto.
Nella stagione 2012-2013, l'Estudiantes riuscì a tornare in LNB, battendo rispettivamente il Quilmes de Mar del ed il Club San Martín de Corrientes in semifinale e finale.
Nella stagione successiva, il club, guidato da Hernán Laginestra, vinse solamente sei partite sulle 14 giocate, venendo così esclusa dal Torneo Súper 8; nella rimanente parte di stagione, senza la pressione di vincere per salvarsi in quanto le retrocessioni erano state soppresse, l'Estudiantes chiuse la stagione al tredicesimo posto su sedici squadre, restando fuori anche dalla fase finale.
La stagione successiva, anch'essa senza retrocessioni, la squadra guidata da Laginestra riuscì a qualificarsi al Súper 8, scavaldando il Ciclista Olímpico grazie alla differenza punti.
Nel primo incontro del torneo, l'Estudiantes affrontò il Quimsa a Santiago del Estero, venendo battuto dalla squadra di casa per 69-53, venendo così subito eliminato. Nella seconda fase di LNB, la squadra vince 15 delle 34 partite giocate, chiudendo così la stagione regolare al quinto posto con un record di 23-52, sfidando così l'Atenas nella prima fase dei playoff. Nelle prime due partite, giocate a Córdoba, l'Estudiantes venne sconfitto per ben due volte, mentre riuscì a vincere gara-3, perdendo però gara-4 e venendo così eliminato dalla corsa al titolo.
Il 2015-2016 iniziò sempre nel segno di coach Hernán Laginestra, con le aggiunte di giocatori quali Javier Justiz, Matías Nocedal, Ariel Eslava, Jonatan Slider e da metà stagione anche di Federico Marín e Dar Tucker. Nonostante i nuovi innesti, la squadra vinse solo nove delle 18 gare della prima fase e 18 partite su 38 match nella seconda fase, non riuscendo così a qualificarsi per i playoff.
Nella stagione 2016-2017 la squadra venne confermata in quasi la sua totalità, oltre agli ingaggi di Facundo Giorgi e Leandro Vildoza. L'Estudiantes finì la prima parte di stagione al secondo posto, partecipando così al Torneo Súper 4 ed affrontando il San Lorenzo de Almagro, venendo però battuta per 83-78. Nella seconda fase di campionato, la squadra continuò con l'ottima stagione grazie alle 26 vittorie su 38 partite giocate, qualificandosi così direttamente alle semifinali, grazie al secondo posto raggiunto in stagione regolare. Dar Tucker venne nominato migliore guardia ed MVP della stagione, mentre Javier Justiz vinse il titolo di miglior centro. Nei playoff, l'Estudiantes giocò contro il Regatas Corrientes, venendo battuto dai fantasma per 3-1; nonostante la sconfitta, l'Estudiantes riuscì a qualificarsi per la prima volta nella sua storia per la Liga Sudamericana.
La stagione 2017-2018 iniziò con un cambio di allenatore, Hernán Laginestra venne sostituito dal più esperto Lucas Victoriano. Vennero poi confermati solo Sebastián Orresta e Leandro Vildoza, ai quali vennero affiancati Mateo Bolívar, Alejandro Zurbriggen, Sebastián Uranga, Emilio Domínguez, David Doblas, Rigoberto Mendoza, Anthony Smith e Zvonko Buljan. La stagione iniziò con 3 vittorie in 8 partite del Súper 20, fronteggiando poi il Salta Basket ai playoff e venendo eliminato per 2-1 in una serie al meglio delle tre gare.
L'Estudiantes venne inserito nel gruppo C della Liga Sudamericana 2017, insieme all'Universo/Vitória, squadra di casa, ai Guaros de Lara ed al Malvín. Grazie alle due vittorie contro l'Universo/Vitória ed il Malvín, la squadra riuscì ad accedere alla seconda fase. In semifinale, l'Estudiantes venne inserito nel gruppo E con base a Rio de Janeiro insieme a Flamengo, al Pinheiros ed ai paraguaiani dell'Olimpia Kings; la squadra dovette però fare a meno di Zvonko Buljan a causa delle limitazioni imposte dal torneo stesso. In questa fase l'Estudiantes vinse le prime due partite contro Pinheiros ed Olimpia Kings, perdendo però per 89-75 contro i padroni di casa del Flamengo; nonostante la sconfitta la squadra riuscì a qualificarsi per la fase finale contro i Guaros de Lara. Nella fase finale, i Guaros de Lara si imposero per 3-1 in una serie al meglio delle cinque, lasciando solo gara-3 ai Verde. Nonostante il secondo posto, l'Estudiantes riuscì a qualificarsi per l'edizione 2018 della FIBA Americas League.
Ad inizio febbraio 2018, l'Estudiantes partecipa alla FIBA Americas League 2018, venendo inserita nel gruppo C con base a Corrientes in Argentina, insieme ai padroni di casa del Regatas Corrientes, ai portoricani dei Leones de Ponce ed all'uruguaiana Hebraica Macabi. Grazie alle vittorie rispettivamente per 81-66 ed 80-62 contro i Leones de Ponce e l'Hebraica Macabi, l'Estudiantes si qualifica per le semifinali, nonostante la sconfitta per 62-80 contro il Regatas nella seconda giornata.
Anche le semifinali vennero giocate al José Jorge Contte Stadium di Corrientes, nel gruppo insieme al Regatas, al Bauru ed ai Guaros de Lara. Come nella fase a gironi, sia il Regatas che l'Estudiantes riuscirono a qualificarsi per le Final Four con un bottino di due vittorie ed una sconfitta. Le Final Four però non furono felici per l'Estudiantes, il quale perse entrambe le partite, la prima contro il San Lorenzo in semifinale per 101-71, la seconda nella finale 3º/4º posto contro il Regatas Corrientes per 59-60.
La stagione 2018-2019 si aprì con la partecipazione al Torneo Súper 20, dove l'Estudiantes si qualificò come prima nel girone iniziale, venendo però subito sconfitta due volte dal Ciclista Olímpico nella prima fase dei playoff, sconfitte che portarono all'eliminazione. Nella seconda parte di stagione, l'Estudiantes chiuse la stagione regolare del campionato al  nono posto, con un bottino di 20 vittorie e 18 sconfitte, venendo accoppiata al Boca Juniors nella prima fase dei playoff. L'Estudiantes venne subito eliminato dagli Azul y Oro, perdendo la decisiva gara-5 con un sonoro 87-64.

## Roster
Aggiornato al 4 febbraio 2020.
| Asociación Atlética Quimsa 2019-2020 | Asociación Atlética Quimsa 2019-2020 |
| Giocatori                            | Staff tecnico                        |
| ------------------------------------ | ------------------------------------ |

| N. | Naz.                                              | Ruolo | Nome                 | Anno | Alt.   | Peso   |  |
| -- | ------------------------------------------------- | ----- | -------------------- | ---- | ------ | ------ |  |
| 0  | Canada (bandiera) · RD del Congo (bandiera)       | A     | Chadrack Lufile      | 1990 | 206 cm | 113 kg |  |
| 6  | Venezuela (bandiera)                              | C     | Enderson Alcalá      | 2001 | 193 cm |        |  |
| 7  | Argentina (bandiera)                              | GA    | Federico Grun        | 1996 | 191 cm |        |  |
| 8  | Argentina (bandiera)                              | P     | Lucas Pérez          | 1987 | 184 cm |        |  |
| 9  | Argentina (bandiera)                              | P     | Martín Fagalde       | 2002 | 187 cm |        |  |
| 10 | Argentina (bandiera)                              | P     | Enzo Cafferata       | 1988 | 186 cm |        |  |
| 12 | Uruguay (bandiera)                                | A     | Nahuel Lemos         | 1999 | 205 cm | 99 kg  |  |
| 14 | Argentina (bandiera)                              | AC    | Gonzalo Torres       | 1994 | 201 cm |        |  |
| 15 | Uruguay (bandiera)                                | A     | Joaquín Rodríguez    | 1999 | 198 cm | 99 kg  |  |
| 20 | Argentina (bandiera)                              | P     | Juan Ignacio Laterza | 1997 | 180 cm |        |  |
| 21 | Argentina (bandiera)                              | G     | Jaime Brodsky        | 2001 | 185 cm |        |  |
| 24 | Stati Uniti (bandiera) · Nigeria (bandiera)       | AC    | Jawachi Nzeakor      | 1997 | 203 cm | 102 kg |  |
| 32 | Argentina (bandiera)                              | G     | Eduardo Gamboa       | 1984 | 189 cm |        |  |
| 73 | Rep. Dominicana (bandiera) · Argentina (bandiera) | A     | Xavier Carreras      | 1994 | 198 cm |        |  |

| Allenatore                                                                              |
| - Eduardo Jápez                                                                         |
| Assistente/i                                                                            |
| - Juan Conti - Pablo Epeloa Legenda - (C) Capitano - (IN) Inattivo - Infortunato Roster |

## Cestisti

### Giocatori celebri
- Matías Nocedal
- Jonatan Slider
- Javier Justiz Ferrer
- Lee Roberts
- Dar Tucker

## Palmarès
- Primera Nacional B (1): 1986
- Torneo Nacional de Ascenso (1): 2012-2013